# Solianka (Astracan)
|  | Per a altres significats, vegeu «Solianka». |

Solianka (en rus: Солянка) és un poble de l'óblast d'Astracan, a Rússia, segons el cens del 2010 tenia 68 habitants.